# Вонакју (Вашингтон)
Вонакју (енгл. Wauna) насељено је место без административног статуса у америчкој савезној држави Вашингтон.

## Демографија
По попису из 2010. године број становника је 4.186.
| Група             | 2000.    | 2010.         |
| Белци             | 0 (0,0%) | 3.702 (88,4%) |
| Афроамериканци    | 0 (0,0%) | 36 (0,9%)     |
| Азијати           | 0 (0,0%) | 98 (2,3%)     |
| Хиспаноамериканци | 0 (0,0%) | 154 (3,7%)    |
| Укупно            | 0        | 4.186         |